# Пакистан на літніх Олімпійських іграх 1988
Пакистан брав участь у Літніх Олімпійських іграх 1988 року у Сеулі (Корея) удесяте за свою історію, і завоював одну бронзову медаль.

## Бронза
- Бокс, чоловіки — Саєд Хуссейн Шах.